# 山崎詩詩
山崎詩詩（或稱山崎詩織，1989年9月14日—）是一位日本視覺藝術家，動畫家。

## 生平
1989年生於神奈川縣小城町田，畢業於東京藝術大學映像研究科，現於東京目黑町工作。
就讀東京藝術大學期間，開始嘗試以水彩描繪動作分鏡，再將水彩畫運用轉描技術繪製成動畫，這項創作技巧後來成為她擅長使用的創作形式。
其獨特的水彩風格轉描引起國際知名品牌關注，曾與CHANEL, PRADA, SHISEIDO等品牌合作，協助宣傳短片與行銷物設計。

## 作品特色
作品中，經常出現一位短髮、鳳眼、紅唇邊上有顆醒目美人痣的女孩，在各種場景中，舞動身體自在地展現自我，詩織稱之為「詩詩女孩」（Shi Shi Girl），其樣貌是源自於詩織本人。談論這個角色時，詩織說到：「我是『我』以及看起來像我的『角色』的混合體」，這個角色是作者融合現實生活以及想像之中的「自我」所創造的。因為現實與想像（理想）終究有所差異，此時藝術成為媒介使得兩者合一。詩織表示：「我相信角色的力量，ShiShi Girl最特別的地方就在於她是一個真正的角色。我是有限的，但作為角色存在的ShiShi Girl是無限的。」

## 作品
- 《YA-NE-SEN a Go Go》是山崎詩織在大學二年級為課題作業所製作的動畫。詩織以自己的形象為主角，以東京谷根千地區為背景，時而舒展身姿軀時而品嚐特色美食，獨特的舞步與動感的音樂令這支短片在網路上打出知名度，這是他首次以自身為主體形象的創作，於2011年發布。
- 《YAMASUKI YAMAZAKI》是山崎詩織大學的畢業作。短髮女孩這次赤裸著上身，在空白的背景襯托下自由的伸展,游動,搖擺，呈現創作者的世界觀與性格。「在極度開心的時候，那種喜悅，甚至是會讓你忘了究竟在開心什麼。」她在接受傳媒採訪時說。[4]2013年發布。該作品於第17屆JAPAN MEDIA FESTIVAL ARCHIVE 中榮獲精選。[5]
- “好きってなんだろう･･･涙”Music Video是山田詩織為日本歌手YUKI製作的音樂錄影帶，於2015年發布。
- 《SHISEIDO DFS Exclusive》山田詩織為日本化妝品牌SHISEIDO所製作的宣傳短片，於2016年發布。
- 《CHANEL GABRIELLE BAG Champaign "GABRIELLE!!!" 》是CHANEL為新產品所推出的微電影。山田詩織受託以模特Cara Delevingne形象繪製動畫，於2017年發布。[6]